# 溫聯桂
溫聯桂（?—?），順天府宛平縣人，清朝政治人物、同進士出身。
光緒二十年（1894年），参加光緒甲午科殿試，登進士三甲108名。同年五月，授内阁中书。